# 휘트비역 (온타리오주)
휘트비역(Whitby Station)은 캐나다 온타리오주 휘트비에 위치해 있는 GO 트랜싯의 통근열차 노선인 레이크쇼어 이스트선의 정차역이다. 이 역은 1988년부터 1995년 오샤와 연장 직전까지 레이크쇼어 이스트선의 종착역이였으며 포트페리와 비버튼으로 가는 GO 버스와 휘트비 시내 등지를 운행하는 더럼 지역 교통 버스가 정차한다.

## 위치
휘트비역은 메트로링스가 소유하는 GO선 8.9 마일 (14.3 km) 지점에 위치해있으며, 동쪽으로는 오샤와역이, 서쪽으로는 에이잭스역이 위치해있다. 피커링에서 오샤와까지는 메트로링스의 전용 선로인 GO선이 캐나다 내셔널 철도의 킹스턴선과 나란히 달리며, 피커링 서쪽에서 레이크쇼어 이스트선 열차가 킹스턴선으로 다시 합류한다. 이 역 남쪽에는 GO 트랜싯의 동부 철도 차량기지가 있는데, 이 차량기지는 미미코역 근처에 있는 윌로우브루크 차량기지와 더불어 레이크쇼어선 차량을 검수하고 정비하는 곳이다. 이 차량기지의 선로 길이는 총 1km가 넘어가며 선로 스위치는 72개로, 총 22대의 열차를 주박할 수 있다. 2015년 5월 27일에 착공했던 이 차량기지는 2018년 3월 14일에 개통하였다.

## 역사
휘트비역의 전신은 휘트비 정션역 (Whitby Junction Station)으로, 1856년에 그랜드 트렁크 철도가 골트 스트리트 (오늘날의 스테이션 스트리트)와 그랜드 트렁크 스트리트에 건설되었다. 휘트비 정션역의 첫 열차는 1856년 8월 25일에 정차했지만, 몬트리올행 열차는 10월 27일에 토론토와 몬트리올을 잇는 철도 노선이 완전 개통하면서 정차하였다. 이 역의 사진은 존재하지 않지만, 오늘날의 포트호프역이나 내패니역과 비슷한 건물 양식을 따랐을 것으로 추정된다. 열차 개통 당시 시간표에는 "포트휘트비" (Port Whitby)로 표기되었고, 1867년에는 하루 6대의 열차가 휘트비에 정차했다. 몇 년 뒤인 1870년, 포트휘트비 & 포트페리 철도가 휘트비항에서 북쪽으로 건설되어 그랜드 트렁크 철도와 평면으로 교차하였다. 1882년 포트휘트비 & 포트페리 철도는 캐나다 미들랜드 철도에 잠시 합병된 후, 2년 뒤인 1884년에 그랜드 트렁크 철도에 역시 인수되었다.
1903년과 1905년 사이 몬트리올과 사니아를 잇는 그랜드 트렁크 본선은 복선화되었고, 본선 복선화 외에도 열차의 빠른 운행을 위해 경사진 선로 구간을 평평하게 다듬었다. 기존 휘트비역은 경사진 곳에 위치하여 역 건물이 철거되고, 1903년에 바이런 스트리트에서 서쪽으로 800m 가량 떨어진 곳에 새로운 역이 지어졌는데, 이 건물은 기존 역 건물보다 규모가 더 컸고, 특히 빅토리아 시대의 여러 건축 요소들을 설계에 활용했다. 이 역에서 가장 눈에 띄는 요소는 지붕에 설치된 원뿔 모양의 세 개의 포탑이었다. 역 건물이 지어지고 몇 년이 지난 1912년에 들어서서 휘트비역에는 하루 12대의 열차가 정차하였다. 이 역 건물은 1914년 12월 11일에 역 전보 직원이 살해당한 뒤 오늘날까지 용의자를 못 찾은 미제 살인사건의 중심지로 악명을 얻기도 하였다.
그랜드 트렁크 철도는 20세기 초에 재정난에 부딪혔고, 1923년에 공기업인 캐나다 내셔널 철도 (CN)에 인수되었다. 1937년에 역 이름이 "휘트비 정션역"에서 "휘트비역"으로 변경되었다. 2차 세계대전 직후 휘트비에 정차하는 열차 횟수는 하루 14대로 정점을 찍었지만, 이는 자가용이 대중화되면서 감소하였다. 1947년에는 2A번 고속도로가, 1952년에는 401번 고속도로가 개통하면서 1961년에는 정차 횟수가 11대로 줄고, 1969년에는 여객열차 운행이 전면 중단되었다.
여객 취급이 중단되면서 철거 위기를 맞은 휘트비역은 1970년에 지역 예술가들이 역 철거를 막기 위해 이 역을 매입했고, 이후 기존 역 건물은 빅토리아와 헨리 스트리트로 이전하여 미술관으로 탈바꿈했다. 이 건물은 2004년에 다시 서쪽으로 이전하여 헨리 스트리트에 위치해있다. 기존 역 건물은 2006년에 온타리오주 문화유산으로 지정되었으며, 이와 동시에 건물 내외부가 복원되었다.
GO 트랜싯의 통근열차는 1988년에 휘트비까지 연장되었고, 이에 따라 여객열차가 20년 만에 휘트비에 돌아왔다. GO 트랜싯 역은 기존 역과 거의 동일한 위치에 지어졌으며, 기존 역 부지에는 승강장으로 이어지는 보행자 육교가 설치되었다.

## 시설
휘트비역은 GO 트랜싯 직원이 상주하는 유인역으로, GO 트랜싯 매표소는 평일 오전 6시부터 오후 8시 45분까지, 주말과 공휴일에는 오전 6시 30분부터 오후 8시 45분까지 개장하며, 나머지 시간대에는 무인으로 운영한다. 매표소에서는 프레스토 카드를 연령층에 맞춰서 설정하거나 기본 출발 및 도착역을 설정하여 하차태그를 하지 않아도 자동으로 정산할 수 있도록 할 수 있다. 이 외에도 통근열차 티켓 구매나 카드 충전은 역에 있는 자동판매기에서 할 수 있다. 프레스토 카드가 없는 경우에는 신용카드나 체크카드를 단말기에 태그해 요금을 정산할 수도 있고, 스마트폰에서 GO 트랜싯 홈페이지에 들어가 이티켓 (e-ticket)을 구매할 수도 있다.
역 내부에는 대합실, 화장실, 와이파이, 공중전화가 있으며, 승강장에는 눈과 비를 피할 수 있는 쉼터가 있고, 겨울에는 난방도 된다. 역 건물과 승강장, 열차 내부는 휠체어 승객도 이용할 수 있으며, 역 건물과 지하도, 승강장을 잇는 엘리베이터와 승강장 중앙에 있는 휠체어 경사로를 통해 휠체어 승객도 열차를 이용할 수 있다. 환승 주차장은 총 네 곳으로, 동쪽 주차장에는 300대, 중앙 주차장에는 1,329대, 남쪽 주차장에는 1,168대, 주차타워에는 1,433대의 주차 공간이 있으며, 최대 48시간까지 무료 주차가 가능하다. 이 역을 자주 이용하는 승객은 전용 주차 공간을 사전에 예약할 수 있으며, 이 역으로 카풀해서 오는 승객들은 카풀 전용 주차 공간에 주차할 수 있다. 이 역으로 마중 나오는 차량 또한 역 앞에 있는 정차 공간에서 대기할 수 있다. 이 역에서는 자전거 이용 승객을 위한 자전거 거치대가 있다.
GO 트랜싯 광역버스와 더럼 지역 교통 시내버스는 역 앞에 있는 버스 승강장에서 승차할 수 있다.

## 운행 계통
휘트비역은 매일 최대 30분 간격으로 토론토와 오샤와를 잇는 레이크쇼어 이스트선 통근열차가 운행하며, 통근열차가 운행하지 않는 이른 아침이나 늦은 밤에는 90B번 버스가 유니언과 오샤와역을 잇는다.

## 버스 연결편
휘트비역에서 갈아탈 수 있는 버스는 아래와 같다. GO 트랜싯과 더럼 지역 교통 간에는 무료 환승이 가능하다.

### GO 트랜싯
| 노선 | 노선               | 노선                   | 종점                 | 종점 | 종점     | 경유지 | 기준일          | 비고 |
| ---- | ------------------ | ---------------------- | -------------------- | ---- | -------- | --- | --------------- | ---- |
| 90B  | 레이크쇼어 이스트  | Lakeshore East         | 유니언역 버스 터미널 | ↔    | 오샤와역 | - 오샤와 방면: 오샤와역 - 토론토 방면: 에이잭스역 · 피커링역 · 유니언역 버스 터미널                                           | 2023년 6월 24일 |      |
| 96B  | 오샤와 / 핀치 급행 | Oshawa / Finch Express | 핀치 버스 터미널     | ↔    | 오샤와역 | - 오샤와 방면: 오샤와역 - 토론토 방면: 에이잭스역 · 스카버러센터 버스 터미널 · 영 / 셰퍼드 · 핀치 버스 터미널                 | 2023년 6월 24일 |      |
| 96Z  | 오샤와 / 핀치 급행 | Oshawa / Finch Express | 핀치 버스 터미널     | ↔    | 오샤와역 | - 오샤와 방면: 오샤와역 - 토론토 방면: 에이잭스역 · 토론토 동물원 · 스카버러센터 버스 터미널 · 영 / 셰퍼드 · 핀치 버스 터미널 | 2023년 6월 24일 |      |

### 더럼 지역 교통
- 302: 노스캠퍼스 터미널 방면
- 302B: 앤더슨 로드 / 두건 애비뉴 방면 (평일 출퇴근 시간대에만 운행)
- 392: 온타리오호 방면
- 905A: 하모니 터미널 방면
- 905C: 포트페리 경유 억스브릿지 방면 (GO 트랜싯 81번 버스 대체 운행)
- 917: 피커링 파크웨이 터미널, 오샤와 센터 터미널 방면
- 917Z: 토론토 동물원, 오샤와 센터 터미널 방면

### 메가버스
휘트비역에는 토론토와 몬트리올을 잇는 시외버스 업체인 메가버스가 하루 1회 정차한다. 휘트비에서 킹스턴, 브록빌, 콘월, 커클랜드를 경유해 몬트리올의 보나방튀르역까지 운행한다.

## 인접한 역
| 메트로링스 킹스턴선    | 메트로링스 킹스턴선           | 메트로링스 킹스턴선 |
| ---------------------- | ----------------------------- | ------------------- |
| 에이잭스 유니언역 방면 | GO 트랜싯 레이크쇼어 이스트선 | 오샤와 방면         |